# Lesja
Lesja is een plaats en gemeente in de Noorse provincie Innlandet. De gemeente ligt in Gudbrandsdalen.
Lesja grenst in het noorden aan Nesset, Sunndal en Oppdal, in het oosten aan Dovre, in het zuiden aan Vågå en Lom, in het zuidwesten aan Skjåk en in het westen aan Rauma. De gemeente telde 2048 inwoners in januari 2017.
De hoogste berg in de gemeente is de Skredahøin met circa 2.004 meter. Ook het nationaal park Dovrefjell-Sunndalsfjella ligt (deels) in deze gemeente.

## Geografie
De gemeente strekt zich uit aan beide zijden van Gudbrandsdalslågen. Langs de rivier lopen  de voornaamste verkeersweg, de E 136 en de spoorlijn. In de gemeente hebben zowel de hoofdplaats, Lesja, als de dorpen Lesjaverk en Bjorli een station aan de spoorlijn. Via de lijn zijn er verbindingen met Åndalsnes in Møre og Romsdal en via Dombås naar Oslo. Het station in Lora is sinds 1990 gesloten. De E136 is de verbindingsweg van Ålesund naar de E6.
Alvdal · Dovre · Eidskog · Elverum ·  Engerdal · Etnedal · Folldal · Gausdal · Gjøvik · Gran · Grue ·  Hamar · Kongsvinger · Lesja · Lillehammer · Lom ·  Løten · Nord-Aurdal · Nord-Fron · Nord-Odal · Nordre Land · Os · Østre Toten · Øyer · Øystre Slidre · Rendalen · Ringebu · Ringsaker · Sel · Skjåk · Stange · Stor-Elvdal · Søndre Land · Sør-Aurdal · Sør-Fron · Sør-Odal · Tolga · Trysil · Tynset · Vågå · Våler · Vang · Vestre Slidre · Vestre Toten · Åmot · Åsnes

Fylker van Noorwegen